# 로렌젠 라이트

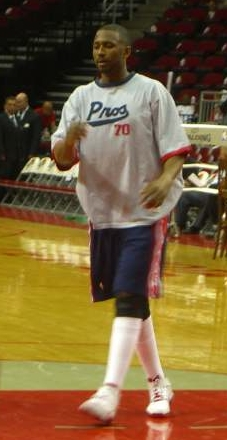
로렌젠 번가니에 라이트

로렌젠 번가니에 라이트 (Lorenzen Vern-Gagne Wright, 1975년 11월 4일 ~ 2010년 7월 19일)는 미국의 전 농구 선수이다.

## 생애
1996년 로스앤젤레스 클리퍼스에서 데뷔했으며, 이후 애틀랜타 호크스, 멤피스 그리즐리스, 새크라멘토 킹스, 클리블랜드 캐벌리어스 등에서 활약하다가 2009년 은퇴를 선언하였다.
2010년 7월 18일 집을 나선 뒤로 소식이 끊겨 가족들이 7월 22일 실종 신고를 냈으며, 7월 28일 테네시주 멤피스 근교의 숲속에서 숨진 채로 발견되었다. 부검 결과 사인은 총상인 것으로 밝혀졌으며, 7월 19일 저먼타운의 911 센터에 라이트가 전화를 걸었고 그 전화에서 11발의 총성이 들렸던 것이 확인되었다.
이후 2017년 10월 9일 라이트를 살해하는 데 이용되었던 총이 미시시피주의 월넛에서 발견되었으며, 그 해 12월 5일 셀비 군의 조경사였던 빌리 R. 터너가 1급 살인 혐의로 기소되었으나 100만 달러의 보증금을 지불하고 보석 처리되었다. 그 뒤 12월 15일 라이트의 전 부인인 셰라 라이트로빈슨이 살인 혐의로 체포되었으며, 2019년 7월 25일 1급 살인 혐의가 유죄로 인정되어 30년의 징역형을 선고받았다.